# Megakaryopoese
Die Megakaryopoese ist die Entwicklung von Megakaryozyten im Knochenmark. Sie ist Teil der Thrombopoese.
Durch mitotische und endomitotische Teilungen aus Stammzellen im Knochenmark differenzieren sich zunächst die Megakaryoblasten, mit einer Größe von ca. 25 μm ⌀. Aus diesen gehen durch weitere Teilung und Polyploidisierung die Promegakaryozyten hervor, welche noch ein unreifes basophiles Zytoplasma haben. In weiterer Folge entwickeln sich daraus Megakaryozyten, die mit zunehmender Reife an Zytoplasma-Volumen gewinnen.
Der reife Megakaryozyt schiebt Plasmafortsätze in die Knochenmarksinus, wobei das Plasma zu Thrombozyten zerfällt und ins Blut ausgeschwemmt wird. Ein Megakaryozyt kann dabei ca. 1000–5000 Thrombozyten bilden. Die Bildung von Thrombozyten wird durch das Zytokin Thrombopoietin (TPO) stimuliert und reguliert, ähnlich wie durch Erythropoietin (EPO) bei der Erythropoese.
Die Megakaryozytenleukämie ist eine seltene Form der myeloischen Leukämie, die mit einer Veränderung der Größe von Megakaryozyten im Knochenmark einhergeht.